# Hockey op de Olympische Zomerspelen 1980

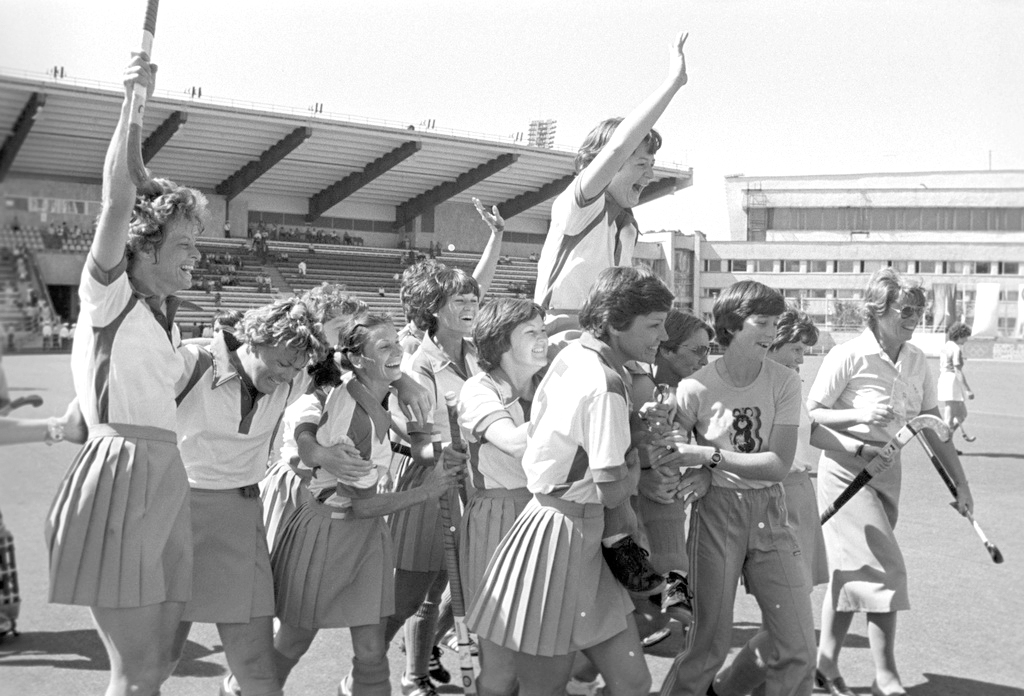
Zimbabwe, de winnaars bij de dames

Hockey is een van de sporten die beoefend werden tijdens de Olympische Zomerspelen 1980 in Moskou.
Dameshockey stond in 1980 voor het eerst op het programma van de Olympische Spelen.

## Heren
Er zouden 12 teams deelnemen aan het toernooi, echter door de westerse boycot waren er slechts 6 teams vertegenwoordigd. De 6 teams speelden een halve competitie, waarna de nummers 1 en 2 speelden voor goud, nummers 3 en 4 voor brons, en de nummers 5 en 6 om de 5e plaats. De 12 teams die zouden deelnemen waren in groep A: Argentinië, Groot-Brittannië, India, Kenia, Nederland en Pakistan en in groep B: Australië, Maleisië, Nieuw-Zeeland, Sovjet-Unie, Spanje en West-Duitsland.

### Voorronde
| datum   | tijd  | land        | uitslag | land        |
| ------- | ----- | ----------- | ------- | ----------- |
| 20 juli | 11:00 | Polen       | 7 – 1   | Cuba        |
| 20 juli | 12:45 | India       | 18 – 0  | Tanzania    |
| 20 juli | 17:00 | Spanje      | 2 – 1   | Sovjet-Unie |
| 21 juli | 11:00 | Sovjet-Unie | 11 – 2  | Cuba        |
| 21 juli | 12:45 | Spanje      | 12 – 0  | Tanzania    |
| 21 juli | 17:00 | India       | 2 – 2   | Polen       |
| 23 juli | 11:00 | Cuba        | 4 – 0   | Tanzania    |
| 23 juli | 12:45 | India       | 2 – 2   | Spanje      |
| 23 juli | 17:00 | Sovjet-Unie | 5 – 1   | Polen       |
| 24 juli | 11:00 | India       | 13 – 0  | Cuba        |
| 24 juli | 12:45 | Spanje      | 6 – 0   | Polen       |
| 24 juli | 17:00 | Sovjet-Unie | 11 – 2  | Tanzania    |
| 26 juli | 11:00 | Polen       | 9 – 1   | Tanzania    |
| 26 juli | 12:45 | India       | 4 – 2   | Sovjet-Unie |
| 26 juli | 17:00 | Spanje      | 11 – 0  | Cuba        |

| Rang | Land        | Wed | W | G | V | DV | DT |     | Ptn |
| ---- | ----------- | --- | - | - | - | -- | -- | --- | --- |
| 1    | Spanje      | 5   | 4 | 1 | 0 | 33 | 3  | 30  | 9   |
| 2    | India       | 5   | 3 | 2 | 0 | 39 | 6  | 33  | 8   |
| 3    | Sovjet-Unie | 5   | 3 | 0 | 2 | 30 | 11 | 19  | 6   |
| 4    | Polen       | 5   | 2 | 1 | 2 | 19 | 15 | 4   | 5   |
| 5    | Cuba        | 5   | 1 | 0 | 4 | 7  | 42 | -35 | 2   |
| 6    | Tanzania    | 5   | 0 | 0 | 5 | 3  | 54 | -51 | 0   |

### 5de-6de plaats
| datum   | tijd  | land     | uitslag | land |
| ------- | ----- | -------- | ------- | ---- |
| 29 juli | 11:00 | Tanzania | 1 – 4   | Cuba |

### Bronzen Finale
| datum   | tijd  | land        | uitslag | land  |
| ------- | ----- | ----------- | ------- | ----- |
| 29 juli | 15:00 | Sovjet-Unie | 2 – 1   | Polen |

### Finale
| datum   | tijd  | land  | uitslag | land   |
| ------- | ----- | ----- | ------- | ------ |
| 29 juli | 17:00 | India | 4 – 3   | Spanje |

### Eindrangschikking
| rang   | land | sporter(s) |
| ------ | ---- | --- |
| Goud   | IND  | Allan Schofield, Bir Bhadur Chettri, Sylvanus Dung Dung, Rajinder Singh, Davinder Singh, Gurmail Singh, Ravinder Pal Singh, Vasudevan Baskaran, Sommayya Maneypande, Maharaj Krishan Kaushik, Charanjit Kumar, Merwyn Fernandes, Amarjit Singh Rana, Mohammad Shahid, Zafar Iqbal, Surinder Singh Sodhi        |
| Zilver | ESP  | Juan Amat, Juan Arbós, Jaime Arbós, Javier Cabot, Ricardo Cabot, Miguel Chaves, Juan Coghen, Miguel de Paz, Francisco Fábregas, José Garcia, Rafael Garralda, Santiago Malgosa, Paulino Monsalve, Juan Pellón, Carlos Roca, Jaime Zumalacárregui                                                               |
| Brons  | URS  | Vladimir Plesjakov, Vjatsjeslav Lampejev, Leonid Pavlovski, Sos Airapetjan, Farit Zigangirov, Valeri Beljakov, Sergej Klevtsov, Oleg Zagorodnev, Aleksandr Goessev, Sergej Plesjakov, Mikhail Nitsjepoerenko, Minneula Azizov, Aleksandr Sytsjev, Aleksandr Mjasnikov, Viktor Depoetatov, Aleksandr Gontsjarov |
| 4      | POL  | Zygfryd Józefiak, Krzysztof Głodowski, Andrzej Mikina, Krystian Bąk, Włodzimierz Stanisławski, Leszek Hensler, Jan Sitek, Jerzy Wybieralski, Leszek Tórz, Zbigniew Rachwalski, Henryk Horwat, Leszek Andrzejczak, Andrzej Myśliwiec, Adam Dolatowski, Jan Mileniczak, Mariusz Kubiak                           |
| 5      | CUB  | Angel Mora, Severo Frometa, Bernabe Izquierdo, Edgardo Vázquez, Hector Pedroso, Tomas Varela, Raúl García, Jorge Mico, Rodolfo Delgado, Lazaro Hernandez, Juan Blanco, Juan Caballero, Roberto Ramírez, Angel Fontane, Ricardo Campos, Juan Rios                                                               |
| 6      | TAN  | Leopold Gracias, Benedict Mendes, Soter da Silva, Abraham Sykes, Yusuf Manwar, Jaypal Singh, Mohamed Manji, Rajabu Rajab, Jasbir Virdee, Islam Islam, Stephen d'Silva, Frederick Furtado, Taherali Hassanali, Anoop Mukundan, Patrick Toto, Julias Peter                                                       |

## Dames
Er namen 6 teams deel aan het toernooi, deze teams speelden een halve competitie. De Sovjet-Unie was als gastland direct geplaatst.
Op basis van de resultaten op onder meer het FIH-wereldkampioenschap van 1978 en het IFWHA-wereldkampioenschap van 1979 heeft begin 1980 het Supreme Council FIH-IFWHA de vijf andere deelnemende landen geselecteerd. Dit waren Nederland (winnaar van beide toernooien), West-Duitsland (finalist van beide toernooien), de Verenigde Staten, Nieuw-Zeeland en Groot-Brittannië.
Deze vijf landen zouden uiteindelijk vanwege de boycot niet spelen. Zimbabwe, dat zes weken voor de start was uitgenodigd om deel te nemen, werd olympisch kampioen.

### Finale ronde
| datum   | tijd  | land        | uitslag | land              |
| ------- | ----- | ----------- | ------- | ----------------- |
| 25 juli | 11:00 | Polen       | 0 – 4   | Zimbabwe          |
| 25 juli | 12:45 | Oostenrijk  | 0 – 2   | India             |
| 25 juli | 17:00 | Sovjet-Unie | 2 – 0   | Tsjecho-Slowakije |
| 27 juli | 13:00 | India       | 4 – 0   | Polen             |
| 27 juli | 14:45 | Zimbabwe    | 2 – 2   | Tsjecho-Slowakije |
| 27 juli | 17:00 | Sovjet-Unie | 0 – 2   | Oostenrijk        |
| 28 juli | 13:00 | India       | 1 – 2   | Tsjecho-Slowakije |
| 28 juli | 14:45 | Oostenrijk  | 3 – 0   | Polen             |
| 28 juli | 17:00 | Sovjet-Unie | 0 – 2   | Zimbabwe          |
| 30 juli | 15:30 | Sovjet-Unie | 6 – 0   | Polen             |
| 30 juli | 15:30 | Oostenrijk  | 0 – 5   | Tsjecho-Slowakije |
| 30 juli | 17:15 | India       | 1 – 1   | Zimbabwe          |
| 31 juli | 10:00 | Polen       | 0 – 1   | Tsjecho-Slowakije |
| 31 juli | 11:45 | Oostenrijk  | 1 – 4   | Zimbabwe          |
| 31 juli | 15:30 | Sovjet-Unie | 3 – 1   | India             |

| Rang   | Land              | Wed | W | G | V | DV | DT |     | Ptn |
| ------ | ----------------- | --- | - | - | - | -- | -- | --- | --- |
| Goud   | Zimbabwe          | 5   | 3 | 2 | 0 | 13 | 4  | 9   | 8   |
| Zilver | Tsjecho-Slowakije | 5   | 3 | 1 | 1 | 10 | 5  | 5   | 7   |
| Brons  | Sovjet-Unie       | 5   | 3 | 0 | 2 | 11 | 5  | 6   | 6   |
| 4      | India             | 5   | 2 | 1 | 2 | 9  | 6  | 3   | 5   |
| 5      | Oostenrijk        | 5   | 2 | 0 | 3 | 6  | 11 | -5  | 4   |
| 6      | Polen             | 5   | 0 | 0 | 5 | 0  | 18 | -18 | 0   |

### Eindrangschikking
| rang   | land | sporter(s) |
| ------ | ---- | --- |
| Goud   | ZIM  | Sarah English, Maureen George, Ann Grant, Susan Huggett, Patricia McKillop, Brenda Phillips, Christine Prinsloo, Sonia Robertson, Anthea Stewart, Helen Volk, Linda Watson, Elizabeth Chase, Sandra Chick, Gillian Cowley, Patricia Davies                                                                    |
| Zilver | TCH  | Milada Blazková, Jirina Cermáková, Jirina Hájková, Berta Hrubá, Ida Hubácková, Jirina Kadlecová, Jarmila Králícková, Jirina Krízová, Alena Kyselicová, Jana Lahodová, Kvetoslava Petrícková, Viera Podhányiová, Iveta Srámková, Marie Sykorová, Marta Urbanová, Lenka Vymazalová                              |
| Brons  | URS  | Valentina Zazdravnykh, Tatjana Sjvyganova, Galina Vjoezjanina, Tatjana Jembakhtova, Alina Kham, Natella Krasnikova, Nadezhda Ovetsjkina, Nelli Gorbatkova, Jelena Goerjeva, Galina Inzjoevatova, Nadezhda Filipova, Ljoedmila Frolova, Lidija Gloebokova, Leila Akhmerova, Natalja Boezoenova, Natalja Bykova |
| 4      | IND  | Margaret Toscano, Sudha Chaudhry, Gangotri Bhandari, Rekha Mundphan, Rup Kumari Saini, Varsha Soni, Eliza Nelson, Prem Maya Sonir, Nazleen Madraswalla, Selma d'Silva, Lorraine Fernandes, Harpreet Gill, Balwinder Kaur Bhatia, Nisha Sharma, Geeta Sareen, Hutoxi Bagli                                     |
| 5      | AUT  | Patricia Lorenz, Sabine Blumenschütz, Elisabeth Pistauer, Andrea Kozma, Brigitta Pecanka, Brigitte Kindler, Friederike Stern, Regina Lorenz, Eleonore Pecanka, Ilse Stipanovsky, Andrea Porsch, Erika Csar, Dorit Ganster, Eva Cambal, Ulrike Kleinhansl, Jana Cejpek                                         |
| 6      | POL  | Małgorzata Gajewska, Bogumiła Pajor, Jolanta Sekulak, Jolanta Błędowska, Lucyna Matuszna, Danuta Stanisławska, Wiesława Ryłko, Maria Kornek, Lidia Zgajewska, Małgorzata Lipska, Jadwiga Kołdras, Dorota Bielska, Halina Kołdras, Michalina Plekaniec, Lucyna Siejka, Dorota Załęczna                         |

## Medaillespiegel
| Plaats | Land              | NOC    | Goud | Zilver | Brons | Totaal |
| ------ | ----------------- | ------ | ---- | ------ | ----- | ------ |
| 1      | India             | IND    | 1    | 0      | 0     | 1      |
| 1      | Zimbabwe          | ZIM    | 1    | 0      | 0     | 1      |
| 3      | Spanje            | ESP    | 0    | 1      | 0     | 1      |
| 3      | Tsjecho-Slowakije | TCH    | 0    | 1      | 0     | 1      |
| 5      | Sovjet-Unie       | URS    | 0    | 0      | 2     | 2      |
| Totaal | Totaal            | Totaal | 2    | 2      | 2     | 6      |

Londen 1908 · 
Antwerpen 1920 · 
Amsterdam 1928 · 
Los Angeles 1932 · 
Berlijn 1936 · 
Londen 1948 · 
Helsinki 1952 · 
Melbourne 1956 · 
Rome 1960 · 
Tokio 1964 · 
Mexico-stad 1968 · 
München 1972 · 
Montréal 1976 · 
Moskou 1980 · 
Los Angeles 1984 · 
Seoel 1988 · 
Barcelona 1992 · 
Atlanta 1996 · 
Sydney 2000 · 
Athene 2004 · 
Peking 2008 · 
Londen 2012 · 
Rio de Janeiro 2016 · 
Tokio 2020 · 
Parijs 2024 · 
Los Angeles 2028 
Medaillewinnaars
Atletiek · Basketbal · Boksen · Boogschieten · Gewichtheffen · Handbal · Hockey · Judo · Kanovaren · Moderne vijfkamp · Paardensport · Roeien · Schermen · Schietsport · Schoonspringen · Turnen · Voetbal · Volleybal · Waterpolo · Wielersport · Worstelen · Zeilen · Zwemmen